# Diphyus ligatorius
Diphyus ligatorius là một loài tò vò trong họ Ichneumonidae.